# اقلیم روم باستان
آب و هوای روم باستان در طول حیات آن تمدن متغیر بود. در نیمه اول هزاره اول پیش از میلاد، آب و هوای ایتالیا مرطوب‌تر و خنک‌تر از اکنون بود و جنوب این شبه جزیره که اکنون خشک است، شاهد بارندگی بیشتری بود. مناطق شمالی در منطقه آب و هوایی معتدل قرار داشتند، در حالی که بقیه نواحی ایتالیای امروزی در مناطق نیمه گرمسیری قرار داشت و آب و هوای گرم و ملایمی داشت. در طول ذوب سالانه برف کوهستان، حتی رودخانه‌های کوچک نیز سرریز می‌شدند و زمین را غرقاب می‌کردند (توسکانی و باتلاق‌های پونتین در دوران باستان غیرقابل عبور تلقی می‌شدند). سرتاسر تمدن روم (از جمله امپراتوری روم شرقی) سه دوره اقلیمی را در بر می‌گیرد: اوایل زیر اطلسی (۹۰۰ پیش از میلاد - ۱۷۵ میلادی)، اواسط زیر اطلسی (۱۷۵–۷۵۰) و اواخر زیر اطلسی (از ۷۵۰).
شواهد مکتوب، باستان‌شناسی و علوم طبیعی به‌طور مستقل اما پیوسته نشان می‌دهند که در دوران اوج شکوفایی امپراتوری روم و بحران نهایی آن، آب و هوا دستخوش تغییراتی شده بود. بیشترین وسعت سرزمینی امپراتوری روم، در زمان تراژان، با شرایط آب و هوایی مطلوب روم همزمان بود. تغییرات اقلیمی با سرعت‌های متفاوتی رخ داد، از تقریباً سکون آشکار در اوایل امپراتوری تا نوسانات سریع در اواخر امپراتوری. با این حال، در مورد وقوع یک دوران عموماً مرطوب‌تر در مدیترانه شرقی در ح. 1 میلادی تا ۶۰۰ میلادی اختلاف نظر وجود دارد.

## اقلیم پایدار

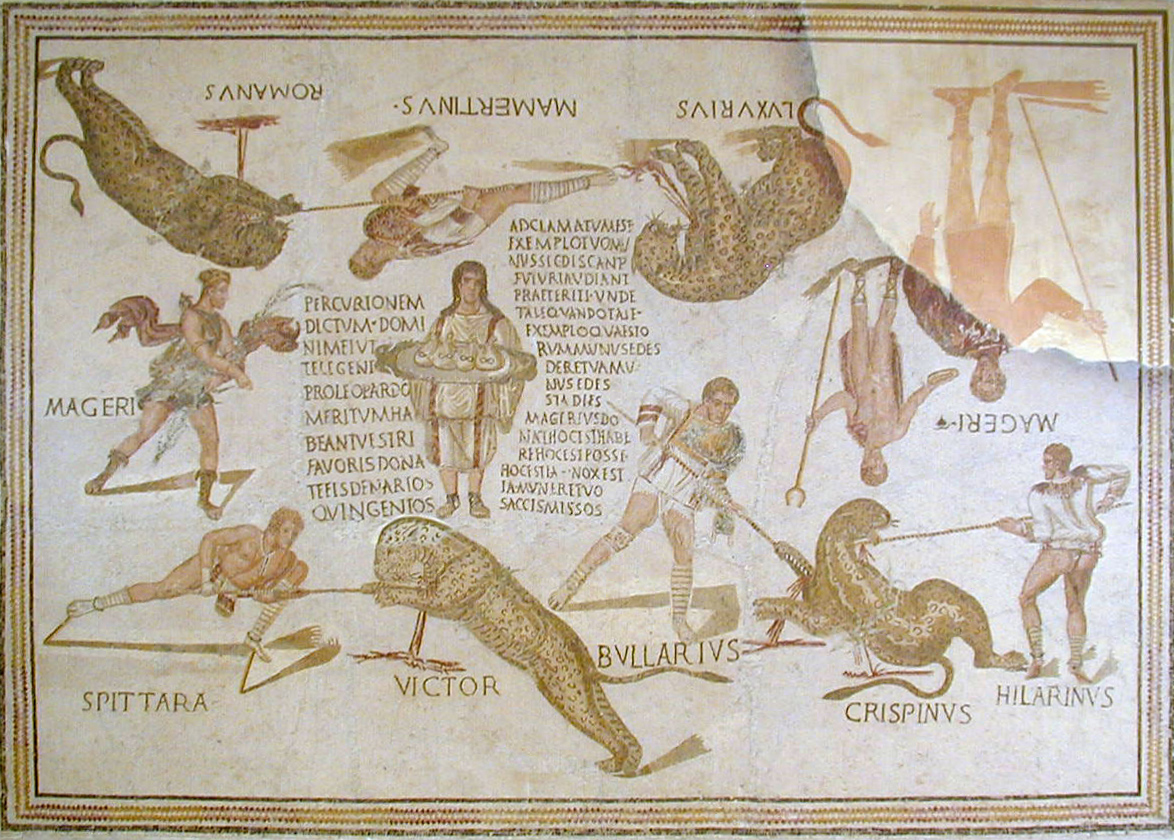
پلنگ‌ها روی موزاییکی در تونس مدرن. موزاییک‌های رومی متعددی از مکان‌های شمال آفریقا، جانورانی را به تصویر می‌کشند که اکنون فقط در آفریقای گرمسیری یافت می‌شوند، اگرچه مشخص نیست که آیا تغییرات اقلیمی در این امر نقش داشته است یا خیر.

در سراسر دوران پادشاهی روم و جمهوری روم دوره‌ای به نام «دوره زیر اطلسی» وجود داشت که در آن دولت‌شهرهای یونانی و اتروسک نیز توسعه یافتند. تابستان‌های خنک و زمستان‌های معتدل و بارانی از ویژگی‌های آن عصر بود.
در همان زمانه، زمستان‌هایی شدید، از جمله یخ‌زدگی کامل رودخانه تیبر در سال‌های ۳۹۸ قبل از میلاد، ۳۹۶ قبل از میلاد، ۲۷۱ قبل از میلاد و ۱۷۷ قبل از میلاد، رخ دادند. در قرن‌های بعدی، گزارش‌هایی مربوط به زمستان‌های سخت گاه‌به‌گاه، به جای یخ‌زدگی در تیبر، با سیل مرتبط دانسته شدند. شواهد مربوط به آب و هوای خنک‌تر مدیترانه‌ای در ۶۰۰ تا ۱۰۰ پیش از میلاد مسیح، از بقایای بندرگاه‌های باستانی در ناپل و دریای آدریاتیک به دست می‌آید که حدود یک متر پایین‌تر از سطح آب فعلی قرار دارند. ادوارد گیبون، با استناد به منابع باستانی، معتقد بود که راین و دانوب اغلب یخ می‌زدند و این امر حمله ارتش‌های بربری به امپراتوری را «از طریق یک پل یخی عظیم و محکم» تسهیل می‌کرد. گیبون با اشاره به آب و هوای سردتر، استدلال کرد که در زمان سزار، گوزن‌های شمالی معمولاً در جنگل‌های لهستان و آلمان امروزی یافت می‌شدند، در حالی که در زمان او گوزن‌های شمالی در جنوب بالتیک مشاهده نمی‌شدند.
در دوران سلطنت آگوستوس، آب و هوا گرم‌تر شد و خشکی در شمال آفریقا همچنان ادامه یافت. وجود نوعی از زیستگاه‌های گیاهی، که در دوران روم در مناطق شمالی‌تری نسبت به دهه ۱۹۵۰ وجود داشتند، نشان می‌دهد که در اوایل دوران امپراتوری، میانگین دمای ماه جولای حداقل ۱. درجه سانتیگراد بالاتر از دمای اواسط قرن بیستم بوده است. پلینی جوان نوشته است که شراب و زیتون در قرن‌های گذشته در بخش‌های شمالی‌تر ایتالیا کشت می‌شدند، همان‌طور که ساسِرنا در قرن آخر پیش از میلاد (هم پدر و هم پسر) نیز چنین می‌کردند.

### بادها
مقایسهٔ بادخیزی‌های امروزی با وضعیت قرن اول میلادی، تفاوت‌هایی را نشان می‌دهند: در آن زمان، جریان‌های شمالی در زمستان بسیار نادر بودند. بادهای شمال غربی که معمولاً در ماه جولای می‌وزیدند، در حال حاضر وجود ندارند. نسیم دریا یک ماه پیشتر، در ماه آوریل، شروع می‌شد. ویتروویوس به بادهای حامل رطوبت که از جنوب یا غرب می‌وزیدند و می‌توانستند به کتاب‌ها آسیب برسانند، اشاره کرده است. همچنین شواهدی وجود دارد که نشان می‌دهد در دوره روم، آب و هوای مدیترانه تحت تأثیر نوسانات کم فرکانس در فشار سطح دریا بر فراز اقیانوس اطلس شمالی، به نام نوسان صد ساله اقیانوس اطلس شمالی (CNAO) قرار داشته است.

### بارش
در طول جنگ اول پونیک، سواحل مدیترانه شاهد چنان طوفان‌های قدرتمندی بود که ناوگان رومی را دو بار (در سال‌های ۲۵۵ و ۲۴۹ پیش از میلاد) نابود کرد. به دنبال آن، در سال ۲۲۶ پیش از میلاد، در ایتالیا خشکسالی رخ داد که شش ماه به طول انجامید. در دسامبر سال ۱۷۰ پیش از میلاد در روم باران خون بارید. منابع مکتوب از حدود ۷۵ پیش از میلاد تا ح. 175 میلادی نیز بر بارش، عمدتاً به شکل سیل‌های تیبر در روم، تأکید دارند. سیل‌های بزرگ تیبر در سال‌های ۵ (هفت روز طول کشید)، ۱۵، ۳۶، ۵۱، ۶۹، ۷۹ و ۹۷ میلادی رخ دادند. از زمان الحاق مصر به روم در سال ۳۰ پیش از میلاد تا سال ۱۵۵ میلادی، سیل‌های مطلوب بیشتر در نیل رخ می‌دادند.
زمستان سال ۶۹/۷۰ میلادی خشک‌ترین زمستانی بود که تاسیتوس، زمانی که حدود سال ۱۰۰ میلادی کتاب «تواریخ» خود را می‌نوشت، از آن آگاه بود؛ دقیقاً در همان زمان، فصل خشک در قاره آمریکا ادامه داشت. در دوران سلطنت هادریان، خشکسالی دوباره بازگشت. در تیمگاد - در بازدید هادریان از آن شهر در سال ۱۳۳ میلادی - برای اولین بار پس از پنج سال باران بارید. با این حال، برخی از بخش‌های امپراتوری شاهد بارندگی بهتری بودند. یک دفتر خاطرات آب و هوایی که توسط بطلمیوس در اسکندریه در حدود سال ۱۲۰ میلادی گردآوری شده بود، به باران در تمام ماه‌ها به جز آگوست و رعد و برق در طول تابستان اشاره کرده است. این به توضیح رونق کشاورزی آفریقای رومی (انبار غله روم) و رونق زراعت جنوب اسپانیا در دوران رومیان کمک می‌کند. به گفته رودز مورفی، کل عرضه سالانه غلات از شمال آفریقا به رم، «که برای تغذیه حدود ۳۵۰٬۰۰۰ نفر کافی تخمین زده می‌شد، به هیچ وجه با صادرات این نواحی در شرایط فعلی ممکن نیست». تقویم آب و هوایی کولوملا نشان می‌دهد که بارندگی‌های تابستانی در جنوب ایتالیا، به ویژه در رم و کامپانیا، بیشتر از حال حاضر رخ می‌داد. در اسپانیای روم در طول دوره‌ای که به دوره مرطوب ایبری-رومی معروف است، میزان بارندگی به‌طور غیرمعمولی بالاتر از امروزه بود.
اسپانیای رومی سه مرحله اصلی را تجربه کرد: مرطوب‌ترین بازه زمانی در سال‌های ۵۵۰ تا ۱۹۰ پیش از میلاد، یک بازه زمانی خشک در سال‌های ۱۹۰ پیش از میلاد تا ۱۵۰ میلادی و یک دوره مرطوب دیگر در سال‌های ۱۵۰ تا ۳۵۰ میلادی. در سال ۱۳۴ پیش از میلاد، ارتش اسکیپیو آیمیلیانوس در اسپانیا به دلیل گرمای شدید مجبور شدند راهپیمایی شبانه کنند، چرا که برخی از اسب‌ها و قاطرهایشان از تشنگی تلف می‌شدند (اگرچه پیش از آن، در سال ۱۸۱ پیش از میلاد، باران‌های شدید بهاری مانع از آن شد که سلتیبریایی‌ها محاصره کونتربیا توسط رومیان را بشکنند). در طول قرن دوم میلادی، دمای هوا به ویژه در کوه‌های آلپ اتریش بالا بود، که با دوره‌های خنک‌تری از ح. 155 تا ۱۸۰ تغییر یافت. بعد از حدود سال ۲۰۰، دما نوسان داشت و به سمت خنک شدن گرایش پیدا کرد.